# John Lemont
John Lemont (n. 1914, Toronto, Ontario, Canada – d. 2004, Bexhill-on-Sea, Anglia, Regatul Unit) a fost un regizor de film și de televiziune canadian. A lucrat cel mai mult pentru televiziunea britanică din 1954 până în 1962, pentru care a regizat seriale ca Sir Francis Drake, Sixpenny Corner și The Errol Flynn Theatre, printre altele. El este cunoscut fanilor filmelor științifico-fantastice ca regizor al filmului anglo-american Konga din 1961.

## Filmografie
- The Green Carnation (1954), film de crimă, distribuit de Republic Pictures ca The Green Buddha
- The Shakedown (1960), film de crimă
- And Women Shall Weep (1960), film dramatic, John Lemont a contribuit la scenariu
- Orașul înfricoșat (The Frightened City, 1961), film neo-noir cu Herbert Lom și Sean Connery
- Konga (1961), film SF cu Michael Gough, Margo Johns și Austin Trevor